# Bořislavka (stanice metra)
Bořislavka (zkratka BO) je stanice metra v Praze na lince A na úseku V.A. Počátkem března 2015 byla společně se stanicemi Nádraží Veleslavín, Petřiny a Nemocnice Motol uvedena do ověřovacího provozu, v provozu je od 6. dubna 2015.

## Název

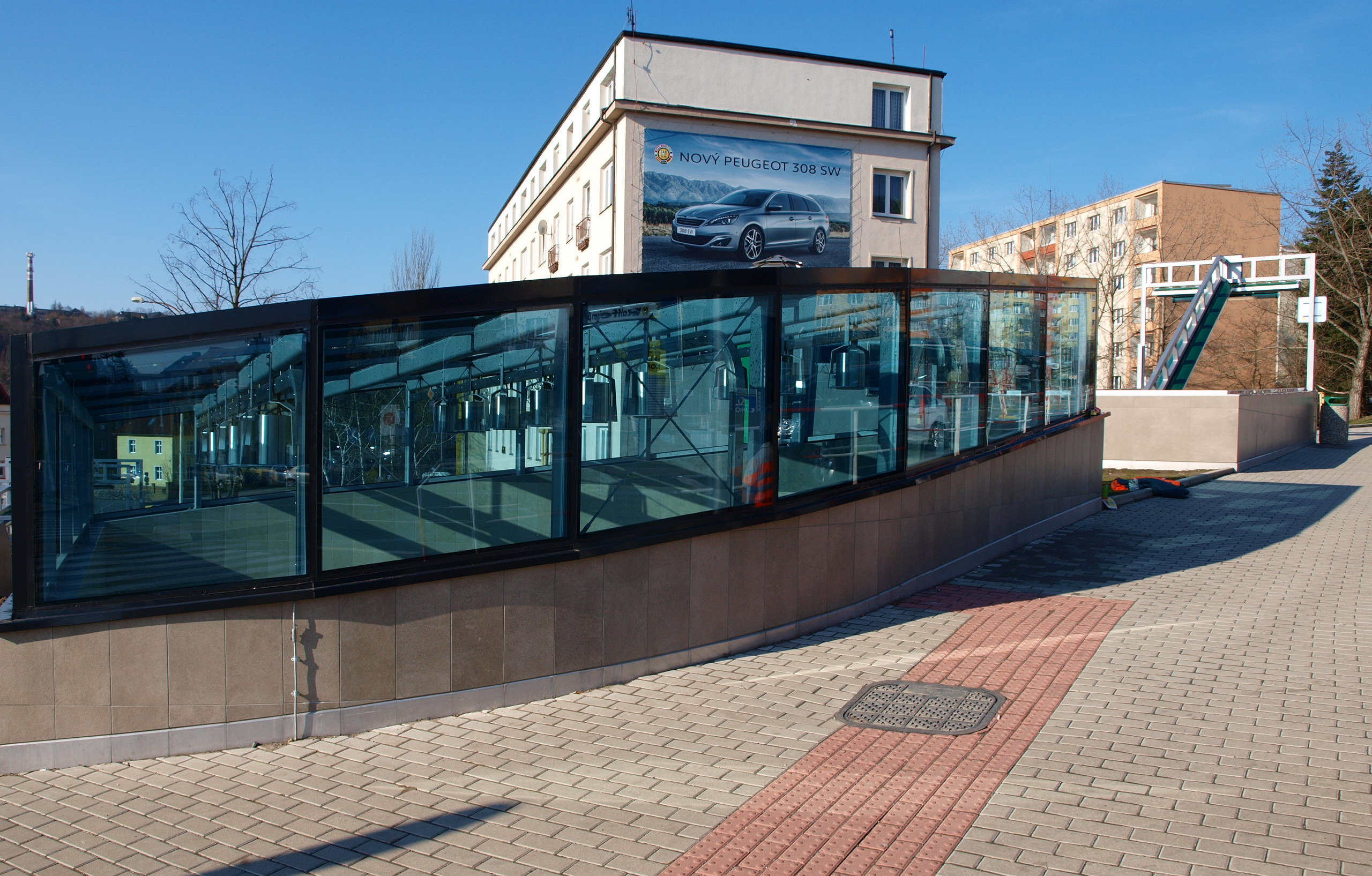
Vstup do vestibulu Evropská–Horoměřická

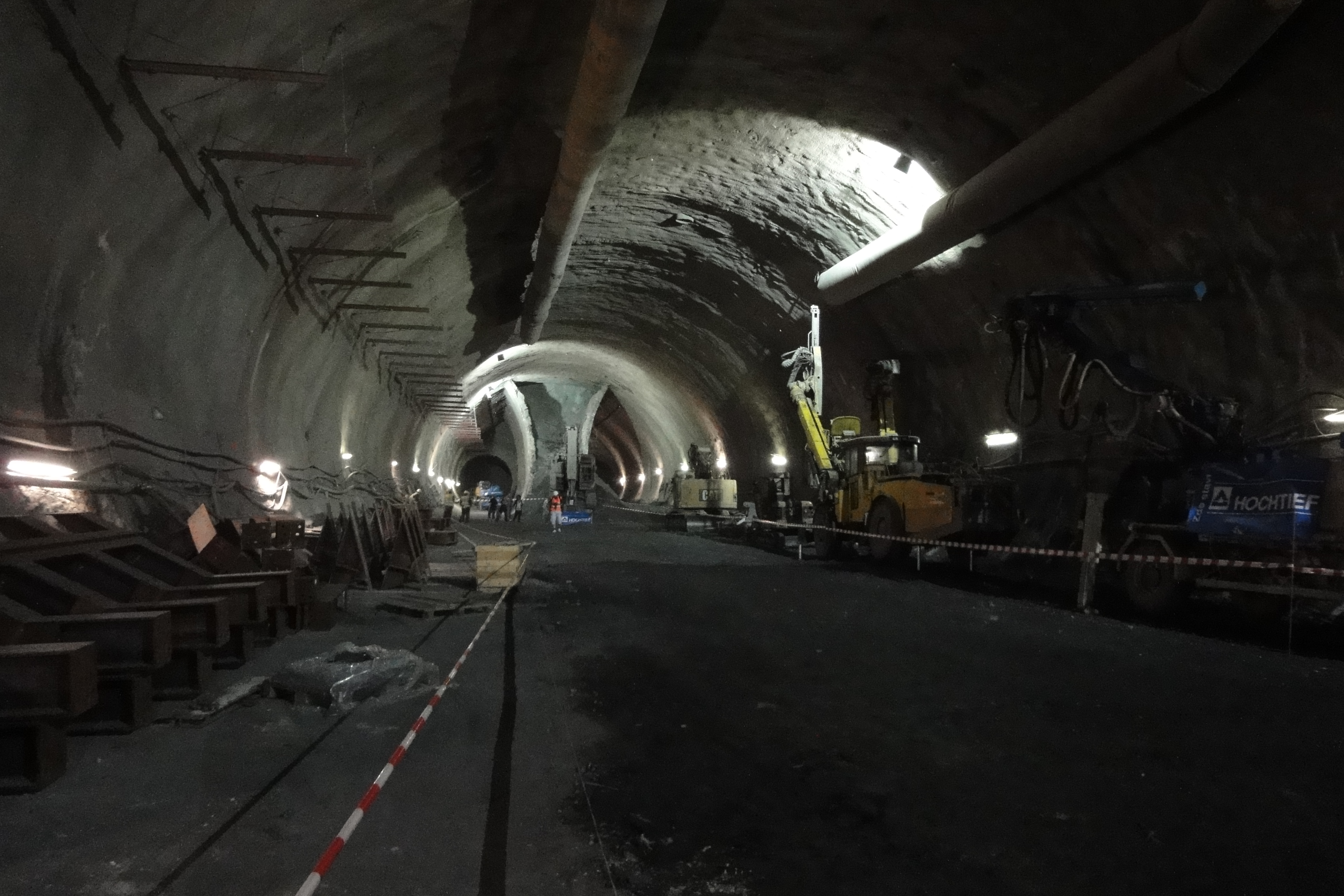
Ražená stanice Bořislavka v květnu 2012

V blízkosti vchodů do této stanice existují tři tramvajové zastávky – Na Pískách (dříve Bořislavka; více na východ a směrem k Dejvické), Bořislavka (dříve Horoměřická; přímo nad stanicí) a Sídliště Červený Vrch (více na západ a směrem k Nádraží Veleslavín).
Pro tuto stanici se původně používal pracovní název Červený Vrch. Dne 12. června 2012 však schválila rada hlavního města Prahy názvy nových stanic, přičemž oproti pracovním názvům stanovila pro tuto stanici název Bořislavka. Názvy stanic navrhl Radě hlavního města Prahy po konzultaci s městskými částmi Dopravní podnik hl. m. Prahy. Název Bořislavka prosadila městská část Praha 6. Podle mediálních zpráv měl korespondovat s komerčními zájmy majitele budovaného polyfunkčního centra Shopping park Bořislavka. Podle médií nejmenovaní odborníci doporučovali název Horoměřická, zatímco název Bořislavka podle nich znamená „totální chaos z pohledu orientačního a také historického“. Proti novému názvu se vyjádřil například archivář Dopravního podniku hl. m. Prahy Pavel Fojtík.

## Popis
Projekt stanice vznikl v kancelářích Metroprojektu, autorem je architekt Miroslav Mroczek.
Stanice byla zbudována pod ulicí Evropskou, v prostoru mezi křižovatkami ulic Evropská–Arabská a Evropská–Horoměřická. Stanice je ražená, jednolodní se dvěma vestibuly, jeden povrchový a druhý hloubený přímo pod povrchem, zajímavé je, že z jedné strany nenajdete eskalátor, ale pouze výtahy. Stanice je 193 m dlouhá. Hloubka středu stanice činí 26,7 metrů. Jedná se o stanici metra petrohradského typu raženou NRTM.
Vestibul přístupný z východního čela stanice je situován do křižovatky s Horoměřickou ulicí s vazbou na uvažovaný malý terminál městských a příměstských linek autobusové dopravy směřujících sem zejména z oblasti Nebušic, Jenerálky a Horoměřic. Dále vestibul navazuje na chodbový podchod pod Evropskou ulicí, který má být realizován v rámci výstavby obchodně administrativního centra v jihovýchodním kvadrantu křižovatky. Vestibul vytváří také možnost přímého přestupu na stávající tramvajovou trať na Evropské ulici. Stanice je laděná do třešňové barvy s opálově zelenou uprostřed.
Směrem ke stanici Dejvická se nachází služební stanice Kanadská, kde jsou umístěna pouze technologická zařízení nutná pro provoz nové trasy metra.

## Kritika
Otevření stanice metra Bořislavka přineslo kritiku odborné i laické veřejnosti. Předmětem kritiky byla nízká kvalita architektonického řešení stanice. Na stanici totiž nebyla vypsána veřejná architektonická soutěž. Objevilo se zde mnoho nedokonalostí jako nezastřešené schody do vestibulu a kanálek pod nimi, který kvůli nepřesnému umístění nezachytí zdaleka všechnu dešťovou vodu.